# Sepiabruine winterkoning
De sepiabruine winterkoning (Cinnycerthia peruana) is een zangvogel uit de familie Troglodytidae (winterkoningen).

## Verspreiding en leefgebied
Deze soort is endemisch in de oostelijke Andes van Peru.